# Persone di nome Olga
| Questa pagina contiene informazioni ricavate automaticamente dalle voci biografiche con l'ausilio del template Bio e di un bot. L'aggiornamento è periodico e automatico e ricostruisce completamente la pagina. Se manca una persona in questa lista, sei pregato di non aggiungerla, ma accertati piuttosto che la sua voce biografica contenga il template Bio e che i dati anagrafici siano correttamente compilati. Se il template Bio manca, inseriscilo tu stesso o, in alternativa, metti l'avviso {{tmp\|Bio}} che ne segnala la mancanza. Se i dati riportati sono sbagliati, correggi direttamente la voce biografica; le modifiche saranno visibili in questa lista entro pochi giorni. Per chiarimenti vedi il progetto antroponimi. La lista contiene solo le 127 persone che sono citate nell'enciclopedia e per le quali è stato implementato correttamente il template Bio. Pagina aggiornata al 6 giu 2025. |

Questa è una lista di persone presenti nell'enciclopedia che hanno il nome Olga, suddivise per attività principale.

## Archeologhe(1)
- Olga Elia, archeologa italiana (Nocera Inferiore, n. 1902 - Torre Annunziata, † 1977)

## Artiste(1)
- Olga Schiavo, artista italiana (Salerno, n. 1912 - Salerno, † 1991)

## Astronome(1)
- Olga Zamora, astronoma spagnola

## Attiviste(1)
- Olga Fröbe-Kapteyn, attivista olandese (Londra, n. 1881 - † 1962)

## Attori(1)
- Olga Syahputra, attore indonesiano (Giacarta, n. 1983 - Singapore, † 2015)

## Attrici(25)
- Olga Baclanova, attrice russa (Mosca, n. 1893 - Vevey, † 1974)
- Lourdes Berninzon, attrice, conduttrice televisiva e modella peruviana (Lima, n. 1958)
- Olga Schoberová, attrice cecoslovacca (Praga, n. 1943)
- Olga Capri, attrice italiana (Roma, n. 1893 - Bologna, † 1961)
- Olga Desmond, attrice e danzatrice tedesca (Olsztyn, n. 1890 - Berlino, † 1964)
- Olga Dickie, attrice britannica (Mariani, n. 1900 - Sydney, † 1992)
- Olga Engl, attrice austriaca (Praga, n. 1871 - Berlino, † 1946)
- Olga Fonda, attrice e modella russa (Uchta, n. 1982)
- Olga Vittoria Gentilli, attrice italiana (Napoli, n. 1888 - Rapallo, † 1957)
- Olga Georges-Picot, attrice francese (Shanghai, n. 1940 - Parigi, † 1997)
- Olga Gorgoni, attrice italiana (Bomba, n. 1922 - San Giorgio La Molara, † 1954)
- Olga Grey, attrice statunitense (New York, n. 1896 - Los Angeles, † 1973)
- Olga Haenke, attrice, ballerina e modella boliviana (Santa Cruz de la Sierra, n. 1998)
- Hesperia, attrice cinematografica italiana (Bertinoro, n. 1885 - Roma, † 1959)
- Olga Karlatos, attrice greca (Atene, n. 1947)
- Olga Kurkulina, attrice, culturista e ex altista israeliana (Uzbekistan, n. 1971)
- Olga Merediz, attrice statunitense (Guantánamo, n. 1956)
- Olga Nethersole, attrice, direttrice teatrale e regista inglese (Londra, n. 1867 - Bournemouth, † 1951)
- Olga Belajeff, attrice russa (Impero russo, n. 1900 - Stati Uniti d'America)
- Olga Petrova, attrice, commediografa e sceneggiatrice inglese (Tur Brook, n. 1884 - Clearwater, † 1977)
- Edna Purviance, attrice statunitense (Paradise, n. 1895 - Hollywood, † 1958)
- Olga Raphael-Linden, attrice, pittrice e scrittrice svedese (Malarö, n. 1887 - † 1967)
- Olga San Juan, attrice e cantante statunitense (Brooklyn, n. 1927 - Burbank, † 2009)
- Olga Tudorache, attrice e docente rumena (Oituz, n. 1929 - Bucarest, † 2017)
- Olga Villi, attrice italiana (Suzzara, n. 1922 - Rapallo, † 1989)

## Avvocate(3)
- Olga Alkalaj, avvocata e partigiana jugoslava (Belgrado, n. 1907 - Campo di concentramento di Banjica, † 1942)
- Olga Monsani, avvocata e attivista italiana (Firenze, n. 1891 - Impruneta, † 1983)
- Olga Aleksandrovna Sadovskaja, avvocata russa (Gor'kij, n. 1980)

## Biologhe(1)
- Olga Kennard, biologa ungherese (Budapest, n. 1924 - Cambridge, † 2023)

## Calciatrici(4)
- Olga Ahtinen, calciatrice finlandese (Kokkola, n. 1997)
- Olga Carmona, calciatrice spagnola (Siviglia, n. 2000)
- Olga García, calciatrice spagnola (Dosrius, n. 1992)
- Olga Gori, ex calciatrice italiana (Bagno a Ripoli, n. 1988)

## Canottiere(1)
- Olga Homeghi, ex canottiera rumena (Fieni, n. 1958)

## Cantanti(3)
- Kora, cantante polacca (Cracovia, n. 1951 - Bliżów, † 2018)
- Olga Tañón, cantante e chitarrista portoricana (Santurce, n. 1967)
- Corona, cantante e modella brasiliana (Rio de Janeiro, n. 1968)

## Cantautrici(1)
- Olga Lounová, cantautrice e attrice ceca (Liberec, n. 1981)

## Ceramiste(1)
- Olga Modigliani, ceramista italiana (Roma, n. 1873 - Roma, † 1968)

## Cestiste(9)
- Olga Bártová, ex cestista cecoslovacca (n. 1933)
- Olga Cazac, ex cestista uzbeka (Fergansk, n. 1974)
- Olga Chatzīnikolaou, cestista greca (Atene, n. 1981)
- Olga Mikulášková, cestista cecoslovacca (Brno, n. 1939 - Brno, † 2025)
- Olga Milchina, ex cestista moldava (Myski, n. 1973)
- Olga Pfeifer, ex cestista tedesca (Ajdarly, n. 1973)
- Olga Radenković, cestista jugoslava (Belgrado, n. 1932 - Monaco di Baviera, † 2009)
- Olga Vigil, ex cestista cubana (L'Avana, n. 1970)
- Olga Đoković, ex cestista jugoslava (Sarajevo, n. 1945)

## Compositrici(1)
- Olga Neuwirth, compositrice austriaca (Graz, n. 1968)

## Costumiste(1)
- Olga Berluti, costumista e imprenditrice italiana (Bedonia, n. 1939)

## Danzatrici(2)
- Olga Amati, ballerina italiana (Milano, n. 1924 - Roma, † 1982)
- Olga Ferri, ballerina argentina (Buenos Aires, n. 1928 - Buenos Aires, † 2012)

## Discobole(1)
- Olga Fikotová, discobola e cestista cecoslovacca (Praga, n. 1932 - Costa Mesa, † 2024)

## Fotografe(1)
- Olga Máté, fotografa ungherese (Szigetvár, n. 1878 - Budapest, † 1961)

## Germaniste(1)
- Olga Blumenthal, germanista italiana (Venezia, n. 1873 - Ravensbrück, † 1945)

## Ginnaste(4)
- Olga Korbut, ex ginnasta sovietica (Hrodna, n. 1955)
- Olga Tass-Lemhényi, ginnasta ungherese (Pécs, n. 1929 - Budapest, † 2020)
- Olga Tőrös, ginnasta ungherese (Debrecen, n. 1914 - † 2015)
- Olga Šilhánová, ginnasta cecoslovacca (Vysoké nad Jizerou, n. 1920 - Praga, † 1986)

## Giocatrici di football americano(1)
- Olga Sotillo Val, giocatrice di football americano spagnola

## Giornaliste(1)
- Olga Ossani, giornalista e scrittrice italiana (Roma, n. 1857 - Roma, † 1933)

## Giuriste(1)
- Olga Sánchez Cordero, giurista e politica messicana (Città del Messico, n. 1947)

## Imprenditrici(1)
- Olga FitzGeorge, imprenditrice inglese (Atene, n. 1877 - Rouen, † 1928)

## Insegnanti(1)
- Olga Zawadzka, insegnante polacca (n. 1905 - Szczecinek, † 2008)

## Lunghiste(1)
- Olga Gyarmati, lunghista ungherese (Debrecen, n. 1924 - Greenfield, † 2013)

## Magistrate(1)
- Olga Venecia Herrera Carbuccia, giudice dominicana (Repubblica Dominicana, n. 1956)

## Matematiche(3)
- Olga Bondareva, matematica sovietica (Leningrado, n. 1937 - San Pietroburgo, † 1991)
- Olga Hahn-Neurath, matematica e filosofa austriaca (Vienna, n. 1882 - L'Aia, † 1937)
- Olga Taussky-Todd, matematica austriaca (Olomouc, n. 1906 - Pasadena, † 1995)

## Mecenati(1)
- Olga Brunner, mecenate italiana (Trieste, n. 1885 - Venezia, † 1961)

## Mezzosoprani(1)
- Ol'ga Borodina, mezzosoprano russo (Leningrado, n. 1963)

## Modelle(5)
- Olga Álava, modella ecuadoriana (Guayaquil, n. 1988)
- Olga Antonetti, modella venezuelana (Anzoátegui, n. 1945 - † 1968)
- Olga Kent, modella e attrice moldava (Tighina, n. 1988)
- Olga Fernández, modella spagnola
- Olga Šapoval, modella e attrice ucraina (Kiev, n. 1985)

## Nobildonne(1)
- Olga de Grésy, nobildonna, imprenditrice e stilista italiana (Aigovo - Imperia, n. 1900 - Novara, † 1994)

## Nuotatrici(1)
- Olga de Ángulo, nuotatrice colombiana (Cali, n. 1955 - Vancouver, † 2011)

## Ostacoliste(1)
- Olga Barbieri, ostacolista, velocista e multiplista italiana

## Pallavoliste(2)
- Olga Raonić, pallavolista serba (Belgrado, n. 1986)
- Olga Strantzalī, pallavolista greca (Skydra, n. 1996)

## Partigiane(1)
- Olga Bancic, partigiana rumena (Chișinău, n. 1912 - Stoccarda, † 1944)

## Pattinatrici artistiche su ghiaccio(1)
- Olga Orgonista, pattinatrice artistica su ghiaccio ungherese (Budapest, n. 1901 - Budapest, † 1978)

## Pentatlete(1)
- Olga Voženílková, pentatleta ceca (n. 1972)

## Pianiste(1)
- Olga Samaroff, pianista, docente e critica musicale statunitense (San Antonio, n. 1880 - New York, † 1948)

## Pittrici(4)
- Olga Biglieri, pittrice, aviatrice e giornalista italiana (Mortara, n. 1915 - Roma, † 2002)
- Olga Boznańska, pittrice polacca (Cracovia, n. 1865 - Parigi, † 1940)
- Olga Napoli, pittrice italiana (Salerno, n. 1903 - Roma, † 1955)
- Olga Wisinger-Florian, pittrice austriaca (Vienna, n. 1844 - Grafenegg, † 1926)

## Poetesse(1)
- Olga Orozco, poetessa, scrittrice e giornalista argentina (Toay, n. 1920 - Buenos Aires, † 1999)

## Politiche(4)
- Olga Benário, politica tedesca (Monaco di Baviera, n. 1908 - Bernburg, † 1942)
- Olga D'Antona, politica italiana (Roma, n. 1946)
- Olga Giannini, politica italiana (Napoli, n. 1896 - † 1978)
- Olga Kefalogiannī, politica greca (Atene, n. 1975)

## Principesse(3)
- Olga di Kiev, principessa russa (Pskov, n. 890 - Kiev, † 969)
- Olga di Hannover, principessa (Gmunden, n. 1884 - Gmunden, † 1958)
- Olga di Grecia, principessa greca (Acharnes, n. 1903 - Parigi, † 1997)

## Rivoluzionarie(1)
- Olga Wever, rivoluzionaria lettone (Mosca, † 1917)

## Saltatrici con gli sci(1)
- Olga Balstad-Eggen, saltatrice con gli sci norvegese

## Sceneggiatrici(1)
- Olga Printzlau, sceneggiatrice e commediografa statunitense (Filadelfia, n. 1891 - Hollywood, † 1962)

## Schermitrici(7)
- Olga Alekseeva, schermitrice estone (Tartu, n. 1982)
- Olga Chernyak, ex schermitrice ucraina (Kiev, n. 1972)
- Olga Cygan, schermitrice polacca (n. 1980)
- Olga Oelkers, schermitrice tedesca (n. 1887 - † 1969)
- Olga Orban-Szabo, schermitrice rumena (Cluj-Napoca, n. 1938 - Budapest, † 2022)
- Olga Ovtchinnikova, schermitrice russa (Mosca, n. 1987)
- Ol'ga Voščakina, ex schermitrice sovietica (Novosibirsk, n. 1961)

## Sciatrici alpine(2)
- Olga Charvátová, ex sciatrice alpina ceca (Gottwaldov, n. 1962)
- Olga Pall, ex sciatrice alpina e dirigente sportiva austriaca (Göstling an der Ybbs, n. 1947)

## Scrittrici(4)
- Olga Martynova, scrittrice russa (Dudinka, n. 1962)
- Olga Tokarczuk, scrittrice polacca (Sulechów, n. 1962)
- Olga Visentini, scrittrice, traduttrice e docente italiana (Nogara, n. 1893 - Padova, † 1961)
- Olga Xirinacs Díaz, scrittrice e pianista spagnola (Tarragona, n. 1936)

## Scultrici(1)
- Olga Porumbaru, scultrice, architetta e attrice rumena (Bucarest, n. 1919 - Rockland, † 2010)

## Soprani(3)
- Olga Averino, soprano e docente russo (Mosca, n. 1895 - Cambridge, † 1989)
- Olga Ouroussoff, soprano russo († 1909)
- Elisabeth Schwarzkopf, soprano tedesco (Jarotschin, n. 1915 - Schruns, † 2006)

## Tenniste(2)
- Olga Danilović, tennista serba (Belgrado, n. 2001)
- Olga Sáez Larra, tennista spagnola (Madrid, n. 1994)

## Tripliste(1)
- Olga Vasdeki, ex triplista greca (Volo, n. 1973)

## Tuffatrici(1)
- Olga Jensch-Jordan, tuffatrice tedesca (Norimberga, n. 1913 - Berlino, † 2000)

## Senza attività specificata(1)
- Olga di Württemberg, duchessa tedesca (n. 1876 - † 1932)